# Otto Maass
Otto Maass CBE, FRS, FRSC (Nova Iorque, 8 de julho de 1890 — 3 de julho de 1961) foi um químico canadense.
Maass começou a lecionar na Universidade McGill em 1923 e aposentou-se em 1955. Foi professor da Cátedra Macdonald de Química e diretor do Departamento de Química de 1937 a 1955.
Foi membro da Royal Society em 1940. Em 1946 tornou-se Comendador da Ordem do Império Britânico. Membro da Sociedade Real do Canadá, foi laureado com a Medalha Henry Marshall Tory em 1945. O prédio da química Otto Maass da Universidade McGill, construído entre 1964 e 1966, foi batizado em sua memória.